# Kytökylä
Kytökylä är en ort och före detta tätort i Haapavesi stad (kommun) i landskapet Norra Österbotten i Finland. Före 2010 utgjorde Kytökylä en egen tätort.

## Befolkningsutveckling
| Befolkningsutvecklingen i Kytökylä 1980–2005                            | Befolkningsutvecklingen i Kytökylä 1980–2005 | Befolkningsutvecklingen i Kytökylä 1980–2005 | Befolkningsutvecklingen i Kytökylä 1980–2005 | Befolkningsutvecklingen i Kytökylä 1980–2005 |
| ----------------------------------------------------------------------- | -------------------------------------------- | -------------------------------------------- | -------------------------------------------- | -------------------------------------------- |
|                                                                         |                                              |                                              |                                              |                                              |
| År                                                                      |                                              |                                              | Folkmängd                                    | Landareal (km²)                              |
| 1980                                                                    | 1980                                         |                                              | 221                                          | 3,3                                          |
| 1990                                                                    | 1990                                         |                                              | 214                                          | 2,7                                          |
| 1995                                                                    | 1995                                         |                                              | 240                                          | 2,7                                          |
| 2000                                                                    | 2000                                         |                                              | 222                                          | 2,1                                          |
| 2005                                                                    | 2005                                         |                                              | 227                                          | 2,5                                          |
| Anm.: Ny tätort 1980. Ej tätort 1985. Åter tätort 1990. Ej tätort 2010. |                                              |                                              |                                              |                                              |